# Labride
Labridele (Labridae) sunt o familie de pești marini teleosteeni mici sau mijlocii din ordinul perciformelor răspândiți în apele tropicale și temperate din oceanul Atlantic, oceanul Indian, oceanul Pacific, Marea Mediterană și Marea Neagră.

## Descriere
Sunt pești de talie, forma și culoare destul de variată, cu corpul alungit, comprimat lateral. Lungime maximă 2,3 m (Cheilinus undulatus), multe specii sunt sub 15 cm, iar cele mai mici pot fi de 4,5 cm (Minilabrus striatus din Marea Roșie). Corpul este acoperit cu solzi cicloizi (netezi la atingere) de talie mijlocie sau mare. Gura este terminală, relativ mică, mai mult sau mai puțin protractilă, adesea înzestrată cu buze groase, bine dezvoltate. Gomphosus are un bot alungit. Fălcile și oasele faringiene inferioare sunt prevăzute cu dinți puternici; boltă bucală (palatinele) este lipsită de dinți. Dinții fălcilor sunt caniniformi, cei anteriori (una sau două perechi), de obicei sunt mai mari și îndreptați înainte; dinți faringieni sunt molariformi.
Înotătoarele au raze țepoase. Au o singură înotătoare dorsală continuă, cu partea țepoasă tot atât de lungă sau chiar mai lungă decât cea moale, cu 8-21 spini (de obicei, mai puțin de 15) și 6-21 raze moi. Înotătoarea anală cu 2-6 spini (de obicei trei) și 7-18 raze moi. Înotătoare ventrală (pelviană) cu poziție pectorală. O labridă, Conniella apterygia, nu are înotătoare pelviene, și face parte din grupul Cirrhilabrus. Înotătoarea caudală trunchiată sau ușor rotunjită. Linia laterală este continuă, uniform arcuită sau descrie o curbă abruptă sub partea moale a înotătoarei dorsale sau este întreruptă pe peduncul caudal. Au de obicei 23-42 vertebre. Vezica înotătoare prezentă.

## Colorație
Colorație: de obicei vie, de multe ori diferă în funcție de sex și se modifica cu vârsta.

## Habitat
Labridele sunt comune în apele calde și temperate, trăind la adâncimi mici sau mijlocii (de la țărm până la cel puțin 120 m), adesea în zona intercotidale și, uneori chiar, în ape salmastre. Habitatele lor sunt variate, de la nisip și stânci goale până la ierburi de mare sau recife coraliene, dar sunt rare în zonele nămoloase.

## Comportament
Labridele trăiesc solitar sau în grupuri mici; sunt active în timpul zilei, iar noaptea se îngropa în nisip sau se ascund în ierburi de mare sau în adăposturilor stâncoase.

## Hrană
Labridele sunt în principal carnivore și se hrănesc mai ales cu nevertebrate bentonice, moluște, crabi, arici de mare (echinide) pe care le zdrobesc între dinți lor faringieni care acționează ca o piatră de moară; unele specii sunt ierbivore. Unele specii mici curăța peștii mai mari de ectoparaziți.

## Reproducere
Labridele depun icrele în cuiburi pe care le construiesc din alge și resturi de coralieri. Cele mai multe specii sunt hermafrodite, femelele adesea se transformă în masculi; schimbarea de sex este adesea asociată cu modificarea colorației.

## Importanța economică
Cu toate că multe specii sunt prea mici pentru a avea valoare comercială, speciile mai mari sunt pești comestibil de calitate și sunt  obiectul unui pescuit artizanal sau sportiv. Unele labride sunt pești de acvariu populari, în special speciile din genul Coris.

## Sistematica
Labridele este o familie mare de pești marini cu circa 71 de genuri și 520 specii.

## Genuri
| Acantholabrus Achoerodus Ammolabrus Anampses Anchichoerops Austrolabrus Bodianus Centrolabrus Cheilinus Cheilio Choerodon Cirrhilabrus Clepticus Conniella Coris Ctenolabrus Cymolutes Decodon | Diproctacanthus Doratonotus Dotalabrus Epibulus Eupetrichthys Frontilabrus Gomphosus Halichoeres Hemigymnus Hologymnosus Iniistius Labrichthys Labroides Labropsis Labrus Lachnolaimus Lappanella Larabicus | Leptojulis Macropharyngodon Malapterus Minilabrus Notolabrus Novaculichthys Novaculoides Novaculops Ophthalmolepis Oxycheilinus Oxyjulis Paracheilinus Parajulis Pictilabrus Polylepion Pseudocheilinops Pseudocheilinus Pseudocoris | Pseudodax Pseudojuloides Pseudolabrus Pteragogus Sagittalarva Semicossyphus Stethojulis Suezichthys Symphodus Tautoga Tautogolabrus Terelabrus Thalassoma Wetmorella Xenojulis Xiphocheilus Xyrichtys |

## Specii din România
Pe litoralului românesc al Mării Negre trăiesc 8 specii de labride:
1. Symphodus ocellatus (Linnaeus, 1758), sin. Crenilabrus ocellatus (Forsskål, 1775) = steluță
2. Symphodus cinereus (Bonnaterre, 1788), sin. Crenilabrus griseus (Gmelin, 1789) = lapină comună, lapină cenușie
3. Symphodus roissali (Risso, 1810), sin. Crenilabrus quinquemaculatus (Risso, 1827) = lapină cu cinci pete
4. Symphodus tinca (Linnaeus, 1758), sin. Crenilabrus tinca (Linnaeus, 1758) = lapină păun, lapină brună.
5. Symphodus rostratus (Bloch, 1791), sin. Symphodus scina (Forsskål, 1775) = lapină cu bot mare
6. Ctenolabrus rupestris (Linnaeus, 1758) = lapină rupestră, lapină
7. Coris julis (Linnaeus, 1758) = pește păun
8. Labrus viridis (Linnaeus, 1758), sin. Labrus viridis prasostictes (Pallas, 1814) = buzat, lapină mare